# South Huron
South Huron är en kommun (municipality) i Kanada.   Den ligger i provinsen Ontario, i den sydöstra delen av landet, 500 km sydväst om huvudstaden Ottawa. South Huron ligger 246 meter över havet och antalet invånare är 9 982.